# Atributos de personalidade
Atributos de personalidade (também chamados de Traços de Personalidade) são o conjunto de pensamentos coordenados e valores que determinam o comportamento do indivíduo perante seu convívio social, ou seja são todas as formas como uma pessoa pode reagir e interagir com as outras. "Refere-se à personalidade como sendo também denominada temperamento e que ainda envolve aspectos como emocionalidade, sociabilidade, reatividade, energia e interação com o meio ambiente". Os atributos de personalidade podem ser estudados de diversas formas que variam desde a psicologia até a gestão de pessoas.☃☃

## Conceitos básicos sobre Personalidade
O termo Personalidade é usado para incluir tudo sobre um individuo, ou seja, suas habilidades sociais, igualando os aspectos únicos do comportamento representados pela essência humana.
As teorias da personalidade são teorias gerais do comportamento humano e desenvolvem conceitos apropriados para a descrição e predição de séries limitadas comportamentais, explicando eventos de natureza variados, desde que possuindo importância funcional demonstrada pelo individuo. Esses comportamentos e fatores que formam o indivíduo são conhecidos como atributos de personalidade.
Os atributos de personalidade são dinâmicos, ou seja, tem permanente influência sobre o comportamento do individuo durante toda a sua história em qualquer ambiente de convívio.

## Aplicação em Gestão de Pessoas
Através do estudo de gestão de pessoas começou se a relacionar a personalidade com o comportamento das pessoas no ambiente organizacional e através dos atributos de cada personalidade foi possível definir a formação de grupos dentro da empresa, o estilo de liderança adotado, e o relacionamento entre os colaboradores e a organização.
Conforme trabalho desenvolvido por Schneider (1995) os atributos da personalidade podem contribuir para a escolha de organização para se trabalhar, a formação de grupos dentro da organização, ou até mesmo uma decisão de deixar a organização por conflitos de personalidade. O método utilizado para esse estudo é o A-S-A (atração – seleção – atrito).

## O Modelo A.S.A (atração - seleção - atrito)
Como base para o modelo ASA, podemos citar o conceito “person-organization fit”(adequação pessoa-organização), que se refere à adequação da pessoa com relação à empresa na qual se ingressa, ou se busca engressar, tendo em vista os valores comuns compartilhados. Existindo a busca pela auto satisfação, por parte do indivíduo. No artigo "THE ASA FRAMEWORK: AN UPDATE" o termo personalidade, equivale apenas às características disponíveis do indivíduo.
Tratando-se de empresas, o modelo ASA é um modelo voltado pra orientação pessoal, que acaba por definir quem fica na organização, moldando assim sua natureza, processos, entre outras características. O modelo propõe que ao longo do tempo uma organização tende a se tornar homogênea, pois as pessoas que não se adaptam (não se enquadram) são “convidadas a se retirarem”, mantendo assim o perfil das pessoas, que ficarem na empresa cada vez mais semelhante. Ainda dentro das empresas, pode se dizer que há uma homogeneização de preferências nas equipes de trabalho ou departamentos.
O processo de atração funciona baseando-se nas preferências da pessoa em relação a organização, levando em conta uma estimativa implícita das características e atributos pessoais que são congruentes com a organização. 
Este método analisa os valores da organização versus os valores pessoais do indivíduo e auxilia na definição sobre qual a organização é a melhor para se trabalhar ou qual é o melhor funcionário para uma determinada organização. Ela também reforça que cada organização tem a sua cultura formada por valores distintos dos indivíduos que são selecionados para se obter o máximo de crescimento.